# Ficció filosòfica
La ficció filosòfica es refereix a les obres de ficció en les quals una part significativa del contingut està dedicat a la discussió de problemàtiques que se solen abordar fent ús de la filosofia discursiva. Aquest tipus de material pot incloure temes com la funció i el paper de la societat, el propòsit de la vida, l'ètica o la moral, el paper de l'art en la vida humana i el rol de l'experiència o la raó en el desenvolupament del coneixement. No deixa de ser un concepte difícil de definir per a determinar quina obra de ficció és filosòfica i quina no. Així mateix, a aquest gènere pertanyen les anomenades «novel·les d'idees», incloent-hi una proporció significativa de gèneres com la ciència-ficció, la ficció utòpica i distòpica, la novel·la lírica i el Bildungsroman. El modus operandi sol fer ús primerament d'una història normal per llavors començar simplement a explicar les parts difícils o fosques de la vida humana. La narrativa existencialista n'és un subgènere.
A Espanya, la Generació del 98 cultivà, a principis del segle xx, la novel·la filosòfica. La novel·la Der Mann ohne Eigenschaften (L'home sense atributs), escrita per Robert Musil entre 1930 i 1942, és considerada una fita a la novel·la filosòfica.
Les novel·les filosòfiques per a xiquets, un gènere de la literatura infantil, ha paregut a la segona meitat del segle XX i s'ha incorporat al currículum escolar. Ha destacat el model de Matthew Lipman, caracteritzat per:
- No mostrar gerga filosòfica ni anomenar cap filòsof.
- Arguments trivials, que solen ser situats a una escola.
- Apareixen xiquets dialogant en llenguatge totalment col·loquial.
- Estructura temàtica intuïtiva.

També hi ha ficció filosòfica per a xiquets on no hi ha diàleg filosòfic de manera directa, solen ser històries de fantasia o ciència-ficció i solen centrar-se en un sol tema filosòfic.
A les obres de ficció filosòfica hi ha el problema de poder confondre les idees genuïnes de l'autor amb les que solament volia imputar als personatges.